# Reestructuració cognitiva
La reestructuració cognitiva és una estratègia general de les teràpies cognitivoconductuals, destinada a modificar la manera d'interpretació i valoració subjectiva, mitjançant el diàleg socràtic, la modelació i la pràctica d'hàbits cognitius nous. La Teràpia Racional-Emotiva Conductual i la Teràpia Cognitiva són models d'abordatge clínic, on la reestructuració cognitiva figura de manera prominent.
Aquest terme denomina també a una intervenció mèdica classificada en la NIC (Nursing Interventions Classification) amb el codi 4700 i la següent definició: "Estimular al pacient perquè altere els esquemes de pensament desordenats i es veja a si mateix i al món de forma més realista."
Entre les activitats a realitzar en aquesta intervenció, poden trobar-se, per exemple, i tal com arreplega la NIC en la seua quarta edició en castellà:
- Ajudar el pacient a canviar afirmacions (autoafirmacions) irracionals autoinduïdes per afirmacions (autoafirmacions) racionals
- Ajudar el pacient a identificar l'emoció dolorosa (ira, ansietat, desesperança..) que està sentint
- Assenyalar els estils de pensament disfuncionals (pensament polaritzat, generalització exagerada, magnificació i personalització
- Realitzar afirmacions que descriguen la forma alternativa d'observar la situació; aquestes activitats són un extracte de les aparegudes en la intervenció infermera esmentada en la taxonomia internacional de la Classificació d'Intervencions Infermeres (NIC).

## Història
El que anys després es coneixeria com a reestructuració cognitiva, va ser desenvolupada i introduïda en la literatura psicològica en l'any 1958, per Albert Ellis. A través de les dècades va ser ampliat i aprofundit pels practicants de la TREC i posteriorment per l'escola d'Aaron Beck. Actualment s'aplica a una gran varietat de poblacions, entre elles, adolescents, xiquetes i xiquets d'edat escolar, i poblacions esquizofrèniques, amb modificacions tècniques importants, àdhuc en desenvolupament.